# Panajotis Beglitis
Panajotis Beglitis, gr. Παναγιώτης Μπεγλίτης (ur. 25 lutego 1957 w Welo) – grecki polityk, urzędnik, poseł krajowy, eurodeputowany w latach 2004–2007, w 2011 minister obrony.

## Życiorys
Ukończył studia prawnicze na Uniwersytecie Narodowy im. Kapodistriasa w Atenach. Kształcił się także na Sorbonie, odbył studia podyplomowe z zakresu dyplomacji. Od 1987 pracował w służbie dyplomatycznej Ministerstwa Spraw Zagranicznych. W latach 1992–1996 był urzędnikiem w biurze stałego przedstawicielstwa Grecji przy Unii Europejskiej. W 1999 został rzecznikiem prasowym MSZ.
Na skutek wyborów w 2004 zasiadł w Europarlamencie VI kadencji z ramienia Panhelleńskiego Ruchu Socjalistycznego (PASOK). Przystąpił do frakcji socjalistycznej, został członkiem Komisji Spraw Zagranicznych oraz Podkomisji Bezpieczeństwa i Obrony.
Z PE odszedł w 2007, obejmując ponownie mandat deputowanego do Parlamentu Hellenów, który utrzymał także w wyborach krajowych w 2009 i wykonywał do 2012. W rządzie Jorgosa Papandreu był wiceministrem (2009–2011) i ministrem (2011) obrony.